# La casa del tesoro di Rhampsinit
La casa del tesoro di Rhampsinit è un celebre racconto che appartiene alla letteratura egizia antica.
Il genere è quello comico-satirico non molto presente nei testi antichi ritrovati, ma molto più diffuso nell'antichità. Il testo è stato tramandato da Erodoto nel suo secondo libro delle Storie.
Il racconto è presente in diverse versioni in varie culture di numerosi popoli. Il protagonista è un sovrano a metà strada fra il reale ed il leggendario, il cui nome Rhampsinit significa Ramsess sa Neith (Ramsess figlio di Neith) è identificato con Ramesse II o Ramesse III.

## Trama
Il racconto narra le smisurate ricchezze del sovrano protagonista, che lo inducono a costruire una fortezza di pietra vicina alla parete del suo palazzo. Però il malintenzionato progettista della camera dei tesori, dispone una pietra segreta rimovibile che consente l'accesso dall'esterno. Quando l'architetto è in punto di morte, confida il segreto ai suoi figli, allo scopo di garantire loro una vita agiata. Dopo la morte del padre, i due figli iniziano a trafugare il tesoro del sovrano, che però se ne accorge ed escogita una trappola che finisce per incastrare il primo figlio che si vede costretto a farsi tagliare la testa dal fratello.
La madre del morto cerca in tutti i modi di convincere l'altro figlio a recuperare l'intero corpo del defunto, atto che riesce solo grazie a grandi manovre che da un lato evidenziano l'abilità del giovane e dall'altro mettono in ridicolo un po' tutti i protagonisti del racconto, dal sovrano alle guardie. Nel tentativo di rintracciare il colpevole dei furti il sovrano elabora altri stratagemmi, che vengono però sempre raggirati dallo scaltro ladro che alla fine del racconto viene ospitato a corte con tutti gli onori.